# Un cuore arido
(Carlo Cassola, Un cuore arido.)
Un cuore arido è un romanzo di Carlo Cassola pubblicato da Einaudi nel 1961 con dedica a Manlio Cancogni. Con questo romanzo lo scrittore abbandona la narrativa d'impegno per tornare alla narrativa esistenziale e «... restituisce i suoi personaggi a un destino che non tanto dipende dalla loro volontà quanto da ciò che "di segreto e di inafferrabile" c'è nella vita».

## Trama
La vicenda è ambientata a Marina di Cecina verso gli anni trenta prima della guerra di Abissinia e vede come protagonista Anna Cavorzio che vive con la sorella Bice presso una zia svolgendo lavoro da sarta. Orfane dei genitori hanno come unici parenti una sorella della zia, sposata a un mezzadro di campagna, tale Bertini, la loro figlia Ada mutilata da una mano per un incidente alla trebbiatrice e l'altro figlio Amos.
Anna, che è una ragazza di bell'aspetto anche se non appariscente, ha un carattere duro e, pur apprezzando le cose della vita, non è capace di esternare i propri sentimenti tanto da essere giudicata senza cuore.
Di lei si innamora Enrico, un modesto ragazzo del paese, ma Anna non accetta il suo corteggiamento perché sente di non poterlo contraccambiare. Ma quando Mario Pisani, un giovane militare friulano di stanza nella cittadina, si fidanza con Bice e inizia a frequentare la casa invaghendosi di Anna e dichiarandolo apertamente, Anna, trascinata dall'istinto, accetta la sua corte e si innamora.
Per un breve tempo la relazione tra Anna e Mario procede nella totale ambiguità fino a quando, avvicinandosi il momento per il giovane del congedo, Anna viene a sapere che egli dovrà trasferirsi in America e così gli si concede. Alla partenza di Mario, Anna, per dimenticarlo, intreccia una relazione con Marcello, il figlio di un ricco uomo d'affari di Cecina, conosciuto ad una festa di paese e con lui ha un'avventura di cui lei stessa non è convinta. Dopo pochi mesi, Anna lascia Marcello esortandolo a riprendere la relazione con la figlia di un medico interrotta a causa sua. La sorella nel frattempo si sposa con Enrico mentre Anna resta sola per scelta, sotto le chiacchiere e i pregiudizi di paese. Verso la fine del romanzo Anna riceve una lettera da Mario che, trasferitosi negli Stati Uniti d'America, le chiede di raggiungerlo e di sposarlo ma lei rifiuta perché sa di non essere stata onesta nei suoi confronti.
«La sua vita proseguirà ormai senza desideri e rimpianti, da «donna soddisfatta, quieta e saggia». Il processo di inaridimento si è dunque compiuto del tutto ed è approdato a quella dimensione in cui speranze, passioni, dolori sono divenuti oggetto di tranquilli ricordi da portarsi dietro sino alla fine».

## Commenti dalla critica
Un cuore arido è un ritratto di donna, che si ritrae in se stessa, coltivando un'indifferenza che le fa da schermo ai rischi della vita vissuta.
Nel romanzo Cassola delinea con grande abilità un processo di «inaridimento», inteso come la scelta di continuare a vivere godendo della felicità trascorsa, senza desideri né rimpianti. Anna è pienamente autosufficiente nel proprio privilegiato isolamento interiore, con assoluto dominio di sé e delle proprie risorse spirituali.

## Edizioni
- Carlo Cassola, Un cuore arido, Biblioteca Universale Rizzoli, 2000,  p. 318, ISBN 88-17-20444-7.